# Aíto García Reneses
Alejandro "Aíto" García Reneses (Madrid, 20 de diciembre de 1946) es un entrenador de baloncesto español.
Es el cuarto técnico español a nivel de títulos,[cita requerida] tras Díaz Miguel, Lolo Sainz y Pedro Ferrándiz, con nueve títulos de Liga ACB conseguidos con el F. C. Barcelona. Ha ganado la Recopa de Europa y la Copa Korac, además, con el F. C. Barcelona, llegó a disputar tres veces la final de la Euroliga y seis veces la Final Four.

## Trayectoria

### Como jugador
Antes de ser entrenador fue jugador de baloncesto. Como base, llegó a ser internacional con la selección española Júnior. Estudiante del Instituto Ramiro de Maeztu, se inició en el baloncesto en el equipo de ese colegio, llegando a jugar cinco temporadas en el primer equipo del conjunto estudiantil. A los 22 años fichó por el F. C. Barcelona, en el que jugó cinco temporadas hasta su retirada como jugador en activo al final de la temporada 1972-1973. En el F. C. Barcelona llegó a ser capitán del equipo.
Como jugador, se definió a sí mismo como "mal lanzador, lento, inteligente a la hora de escoger las opciones de juego, fuerte en las penetraciones, bueno en las asistencia... una mezcla de todo eso".[cita requerida]
Durante su estancia en Barcelona, como jugador, estudió hasta el tercer curso de dos carreras universitarias (Físicas y Telecomunicaciones). Los conocimientos adquiridos le permitieron concebir el primer modelo de marcador electrónico de baloncesto, que se instaló en más de treinta pabellones de toda España.

### Como entrenador
Ha desarrollado casi toda su carrera como entrenador en Cataluña, dirigiendo al F. C. Barcelona durante 15 temporadas (trece como entrenador y dos como General Manager) y a los dos principales equipos de Badalona: el Círculo Católico (también conocido por razones de patrocinio como Cotonificio) al que entrenó durante 10 años y el CB Joventut de Badalona, al que ha dirigido en dos etapas: entre 1983 y 1985, y desde julio de 2003 hasta junio de 2008. En su última etapa en el Joventut ha conseguido llevar de nuevo al club a pelear con los grandes clubes de la ACB por los primeros puestos haciendo del Palau Olímpic de Badalona uno de los campos más difíciles para los conjuntos visitantes y volviendo a ganar la Copa del Rey después de 11 años. Su juego se ha caracterizado en los últimos tiempos por una gran intensidad defensiva combinando tanto defensas zonales como al hombre y un muy efectivo contraataque. En la temporada 2007-2008 rechazó ofertas económicas importantísimas a cambio de tener una mayor libertad en su proyecto deportivo con el Joventut.
En junio de 2008 fue nombrado seleccionador nacional para dirigir a España en los Juegos Olímpicos de Pekín. Dos días después de proclamarse subcampeón olímpico, la Federación Española de Baloncesto confirmó la renuncia de Aíto a continuar siendo seleccionador para marcharse al Unicaja Málaga, equipo al cual entrenó hasta 2011.
El único lunar en su gran palmarés es el no ganar la Euroliga, competición que en la que ha disputado seis Final Four como entrenador y una como General Mánager del Barcelona. Diversos factores han influido en esas derrotas desde lesiones, la aparición de la Jugoplastika o la canasta anulada de Montero.
Como entrenador también ha sido seleccionador juvenil y junior de España, y seleccionador europeo en algunos encuentros amistosos.
Además, ha disputado en 16 ocasiones la Euroliga (en cualquiera de sus tres formatos de Copa de Europa, Liga Europea o Euroliga), en doce de las trece temporadas con el FC Barcelona, una con el Joventut de Badalona y tres con el Unicaja Málaga.
En julio de 2012 se convierte en nuevo entrenador del Cajasol.
En diciembre de 2012 cumplió 40 años como entrenador.
En mayo de 2014 cumplió 1000 partidos como  entrenador en ACB. Contabilizando todos los partidos dirigidos en todas las competiciones suma la friolera  de 1800 partidos.
Durante su estancia en el CB Sevilla no tiene las exigencías en cuanto a títulos que si tuvo en sus otras etapas, en el F. C. Barcelona, Joventut y Unicaja de Málaga, no obstante el entrenador madrileño consigue buenos resultados, y trabaja con jugadores jóvenes de mucho potencial, teniendo durante la temporada 2013-14 la media de edad más joven de la liga ACB, con 21 años. En sus manos jugadores de cierto nivel como Tomáš Satoranský, Kristaps Porziņģis, Joan Sastre, Nikola Radičević y Ondřej Balvín demuestran su potencial, algo normal en la carrera de Aíto, que ha dado la oportunidad de debutar y consolidarse a jugadores como Rudy Fernández, Pau Gasol o Juan Carlos Navarro.
En verano de 2014 firma por el CB Gran Canaria. Consigue meterse en dos finales, al ser subcampeón de la Copa del Rey 2016 y de la Eurocup 2014-15.
En junio de 2017 y por primera vez en su larga trayectoria como entrenador, se hace cargo de un equipo de fuera de España, concretamente el ALBA Berlín. En sus dos primeras temporadas, clasificó al equipo para cinco finales, aunque no pudo ganar ninguna. Al término de la segunda temporada, renovó por una temporada más.
En el año 2021, y después de 4 años, deja el cargo de primer entrenador en el equipo alemán. En su periplo en el baloncesto alemán Aito ganó dos  Basketball Bundesliga en el año 2020 y 2021 y una Copa de Alemania en el año 2020, además de ser nombrado Entrenador del Año de la Eurocup en 2019.
El 8 de julio de 2022 se compromete con el Bàsquet Girona de la Liga ACB como nuevo entrenador. En junio de 2023 se hace oficial su marcha del Girona tras una temporada.

## Palmarés
- Como Seleccionador nacional:

- Medalla de plata en los Juegos Olímpicos de Pekín 2008 como Seleccionador nacional absoluto.
- Medalla de Bronce, con la selección española Juvenil en el Campeonato de Europa de Damasco, en 1979.

- Competiciones internacionales de clubes:

- 1 Recopa de Europa, con el F. C. Barcelona: 1986.
- 2 Copa Korać, con el F. C. Barcelona: 1987 y 1999.
- 1 Copa ULEB, con el Joventut de Badalona: 2008.
- 1 FIBA EuroCup, con el Joventut de Badalona: 2006.

- Competiciones nacionales de clubes:

- 9 Liga ACB con el F. C. Barcelona: 1987, 1988, 1989, 1990, 1995, 1996, 1997, 1999, 2001.
- 5 Copa del Rey de baloncesto, 4 con el F. C. Barcelona: 1987, 1988, 1994 y 2001 y 1 con el Joventut de Badalona: 2008.
- 1 Copa Príncipe de Asturias, con el F. C. Barcelona: 1987-1988.
- 2 Basketball Bundesliga con el Alba Berlín: 2020, 2021
- 1 Copa de Alemania con el Alba Berlín: 2020.

### Distinciones personales como entrenador
- Nominado Mejor Entrenador del Año en las temporadas 1975-76, 1989-90 y 2005-06 por la Asociación Española de Entrenadores de Baloncesto (AEEB).
- Entrenador en el ACB All Star de Don Benito-86.
- Entrenador en el ACB All Star de Zaragoza-88.
- Entrenador del equipo ACB en el ULEB All-Star de Valencia-94.
- Entrenador del Año de la Basketball Bundesliga (2018)
- 2 veces Entrenador del Año de la Eurocup en 2015 y 2019
- Hall of Fame del Baloncesto Español (2022)

## Curiosidades
Aíto apareció haciendo un cameo en la película La familia y uno más (1965) de Fernando Palacios.